# Taras Bulba (film fra 1909)
 For alternative betydninger, se Taras Bulba (flertydig). (Se også artikler, som begynder med Taras Bulba)
Taras Bulba (russisk: Тарас Бульба) er en russisk stumfilm fra 1909 instrueret af Aleksandr Drankov.
Filmen er baseret på romanen af samme navn af Nikolaj Gogol.

## Medvirkende
- Anisim Suslov
- L. Manko
- D. Tjernovskaja